# 15 Dywizjon Artylerii Ciężkiej (1939)
15 dywizjon artylerii ciężkiej (15 dac) – pododdział artylerii ciężkiej Wojska Polskiego II RP.
Dywizjon nie występował w pokojowej organizacji wojska. Został sformowany w dniach 24–25 sierpnia 1939 roku, w Toruniu, przez 8 pułk artylerii ciężkiej z przeznaczeniem dla 15 Dywizji Piechoty.
W jego skład weszły dwie baterie. W pierwszej baterii znajdowały się trzy 105 mm armaty wz. 1929, natomiast w drugiej baterii trzy 155 haubice wz. 1917.

## 15 dac w kampanii wrześniowej

### Mobilizacja
Mobilizację alarmową dywizjonu w grupie niebieskiej rozpoczęto 24 sierpnia o godz. 7.00 w Toruniu w koszarach 8 pac. Zmobilizowane konie w znacznej ilości nie były podkute, a zmobilizowane wozy niejednokrotnie nie posiadały na kolach obręczy metalowych i były niewłaściwe dla taboru i kolumny amunicyjnej artylerii ciężkiej. 26 sierpnia dywizjon opuścił koszary i pomaszerował w rejon koncentracji 15 DP w rejon Bydgoszczy. Rozkazem dowódcy 15 DP został skierowany w rejon miejscowości Szwedorowo. 15 dac miał wspierać obronę przedmościa bydgoskiego.

### Działania bojowe

#### Walki na przedmościu bydgoskim

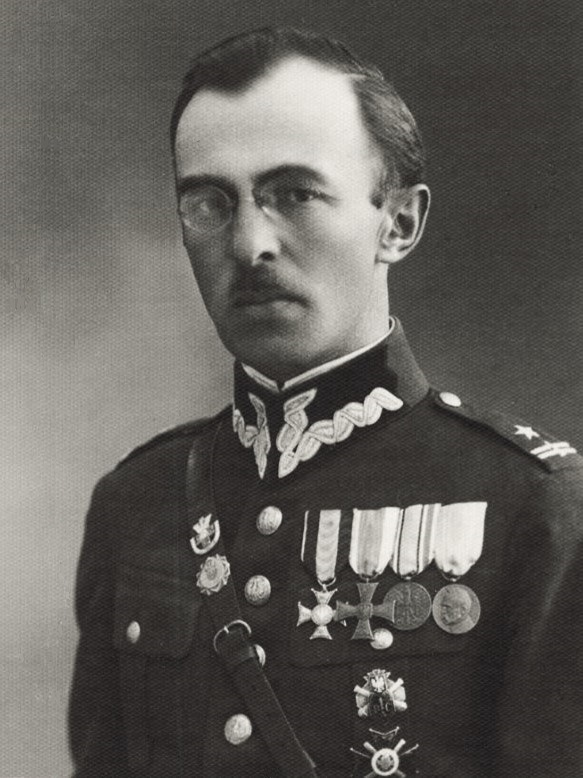
Mjr art. Stefan Tadeusz Starzyński

1 września 15 dac stał w ugrupowaniu 15 DP na przyczółku bydgoskim. Wraz z 59 pułkiem piechoty przebywał w odwodzie dywizji, na północny wschód od wsi Smukła. O godz. 11.45 został zbombardowany przez lotnictwo niemieckie, ranny został kanonier i dwa konie, zniszczono dwa wozy taborowe. 2 września ze względu na mgłę, dywizjon nie prowadził działań bojowych. Około południa, po ustąpieniu mgieł, z punktu obserwacyjnego, dowódca 1 baterii armat zauważył rozwijające się do natarcia oddziały niemieckiej 50 DP w rejonie Trzemętowa. Ostrzał 1 baterii, potem dywizjonu i 8 baterii 15 pułku artylerii lekkiej, spowodował zatrzymanie nieprzyjaciela na stanowiskach wyjściowych i zadanie mu strat. Do wieczora prowadzono sporadycznie ostrzał zauważonych grup nieprzyjaciela, przed wieczorem położono silną nawałę ogniową na wzg.120. Nocą 2/3 września 15 dac z uwagi na potrzebę konsolidacji obrony przedmościa, wycofał się do rejonu wsi Czyżkówko i zajął zamaskowane stanowiska ogniowe, przy rozwidleniu szos nakielskiej i koronowskiej. 3 września od godz. 7.00 niemiecka 50 DP wykonała trzy natarcia na przedmoście bydgoskie w rejonie Tryszczyn, Szczutki, odparte głównie przez skoncentrowany ostrzał artylerii 15 DP. 15 dac wystrzelał tego dnia ponad 200 pocisków. Kolumna amunicyjna trzykrotnie wyjeżdżała po uzupełnienie amunicji, za każdym razem była ostrzeliwana przez niemieckich dywersantów. Wieczorem 15 dac odjechał do rejonu Brzozy.

#### Walki odwrotowe na Kujawach
4 września 15 dac znalazł się w odwodzie dywizji. Wieczorem rozpoczął dalszy odwrót. W czasie przegrupowania armii razem z dywizją odszedł na linię Solec Kujawski – Jezioro Jezuickie – Łabiszyn. Został przydzielony do wsparcia obrony odcinka 61 pułku piechoty. 5 września zajął stanowiska ogniowe w rejonie wsi Osiek Wielki. 6 września 15 dac prowadził ostrzał oddziałów niemieckiej 50 DP prowadzących natarcie na stanowiska obrony 61 pp i 62 pułku piechoty szczególnie w rejonie Piecki, Emilianowo. Po północy 7 września 15 dac podjął odwrót po trasie Tarkowe, Gniewkowiec, Broniewo, Rojewo, Gniewkowo, Murzynowo do dworu Ośniczewo. Przed południem tego dnia dywizjon dotarł do celu. Po odpoczynku nocą 7/8 września kontynuowano dalszy odwrót do rejonu Gniewkowo, Osięciny, Redecz Krukowy docierając do folwarków Konary i Lekarzewice, gdzie zatrzymał się na postój. Nocą 8/9 września 15 dywizjon pomaszerował do Brześcia Kujawskiego i zajął stanowiska ogniowe w pobliżu kolonii Rzadka Wola. Po drodze w Brześciu Kujawskim dywizjon pobrał zaopatrzenie z magazynów. 9 września rano, 1 bateria armat zajęła stanowiska we wsi Kazanie, a 2 bateria haubic w rejonie kolonii Rzadka Wola z kierunkiem strzału na szosę Brześć Kujawski-Radziejów Kujawski. W nocy 9/10 września wraz z dywizją 15 dac przegrupował się w rejon jeziora Chodecz i zajął miejsce postoju w dworze Brzyszewo. Dywizjon został przeznaczony do wsparcia 59 pp oraz całego pasa obrony 15 DP. 11 września na zajętych stanowiskach w rejonie dw. Brzyszewo oczekiwał na rozkazy. 12 września w południe 15 dac otworzył ogień na oddziały niemieckiej 208 DP, atakującej 61 pp i 86 batalion piechoty. Efektywne wsparcie 15 dac przyczyniło się do odparcia natarcia niemieckich oddziałów oraz dwóch następnych uderzeń na odcinek 15 DP. Nocą 12/13 września 15 dywizjon wykonał 40 kilometrowy odwrót do rejonu wsi Strzelce, poprzez: Lutobórz, dwór Szlachecka Kępa, Kurowo, Kozłówek, Strzałki, do celu dotarł przed południem 13 września.

#### Udział w bitwie nad Bzurą
W nocy 13/14 września pomaszerował do Gąbina, gdzie odpoczywał cały dzień 14 września. 15 września wspierał w obronie 59 pp od jeziora Zdworskiego, do północnego skraju lasów gąbińskich, prowadził ostrzał oddziałów niemieckiej 3 DP w rejonie Płocka. Nocą 15/16 września otrzymał rozkaz marszu do rejonu Budy Stare, gdzie oczekiwał 16 września na dalsze rozkazy. Nocą 16/17 września zgodnie z rozkazem zredukował tabor i podjął próbę przeprawy przez Bzurę w rejonie folwarku Witkowice. Z uwagi na zatłoczenie rejonu przeprawy, odbyła się ona w dzień 17 września pod ostrzałem niemieckiej artylerii i atakami lotnictwa niemieckiego. Pomimo tego, przy niedużych stratach przeprawił się przez Bzurę i dotarł do rejonu folwarku Tułowice. 

#### Walki w Puszczy Kampinoskiej
17 września podczas marszu w kierunku Puszczy Kampinoskiej, podczas forsowania pod ostrzałem rzeczki Łasica, dywizjon poniósł duże straty; poległo wielu kanonierów i podoficerów oraz ppor. Edward Tarka. Wielu odniosło rany, wśród nich śmiertelnie ranny został mjr Stefan Starzyński, dowódca 15 dac, który zmarł w szpitalu w Laskach 20 września. Dowództwo przejął kpt. rez. Teofil Schab. Największe straty poniosła 1 bateria armat, która utraciła swoje armaty i sprzęt; rany odniósł kpt. Mikołaj Jezierski. Dywizjon dotarł do lasów w pobliżu wsi Myszory, Famułki Królewskie. 18 września rano reszta 15 dac podjęła marsz przez Puszczę Kampinoską do Cybulic. 15 dac posiadał kompletną 2 baterię haubic i pozostałe pododdziały dywizjonu z resztkami 1 baterii. 19 września 15 dac dotarł do Palmir. W trakcie domarszu 2 bateria została zbombardowana przez lotnictwo niemieckie, które zniszczyło 2 baterię haubic. Doszło do rozproszenia reszty 15 dac. Ostatecznie do Warszawy dotarła tylko część 15 dac, która została wcielona do oddziału spieszonych artylerzystów 15 DP pod dowództwem kpt. Czesława Berezowskiego i wzięła udział w obronie Warszawy.

## Obsada personalna dywizjonu[2][7]
- dowódca dywizjonu – mjr art. Stefan Tadeusz Starzyński († 20 IX 1939 Laski[a]), kpt. rez. Teofil Schab
- adiutant – kpt. rez. Teofil Schab
- oficer zwiadowczy - ppor. Edward Tarka († 17 IX 1939)
- oficer obserwacyjny - NN
- oficer łącznikowy - NN
- oficer łączności – ppor. Jan Tipelt
- oficer płatnik - ppor. rez. Zenon Szarkowski
- oficer żywnościowy - por. rez. Jan Chojnacki
- lekarz – por. lek. dr Henryk Sawilski
- lekarz weterynarii – ppor. lek. wet. Śliwiński
- dowódca kolumny amunicyjnej - kpt. rez. Tadeusz Jędrzejewski[8]
- dowódca 1 bateria armat – kpt. art. Mikołaj Jezierski[9]
  - oficer zwiadowczy - pchor. Król
  - oficer ogniowy - ppor. Wacław Szwidowski
  - dowódca I plutonu -  pchor. Tadeusz Gaworowski
  - dowódca II plutonu - pchor. Feliks Dangel
- dowódca 2 baterii haubic – kpt. art. Leon Niedzielski
  - oficer zwiadowczy – ppor. rez. Klemens Steinke
  - oficer ogniowy - ppor. Stanisław Wygodzki
  - dowódca I plutonu - pchor. Więckowski
  - dowódca II plutonu - pchor. Brzostek
- dowódca plutonu taborowego - ppor. rez. Stanisław Biskup